# Lituania en el Festival de la Canción de Eurovisión 2023

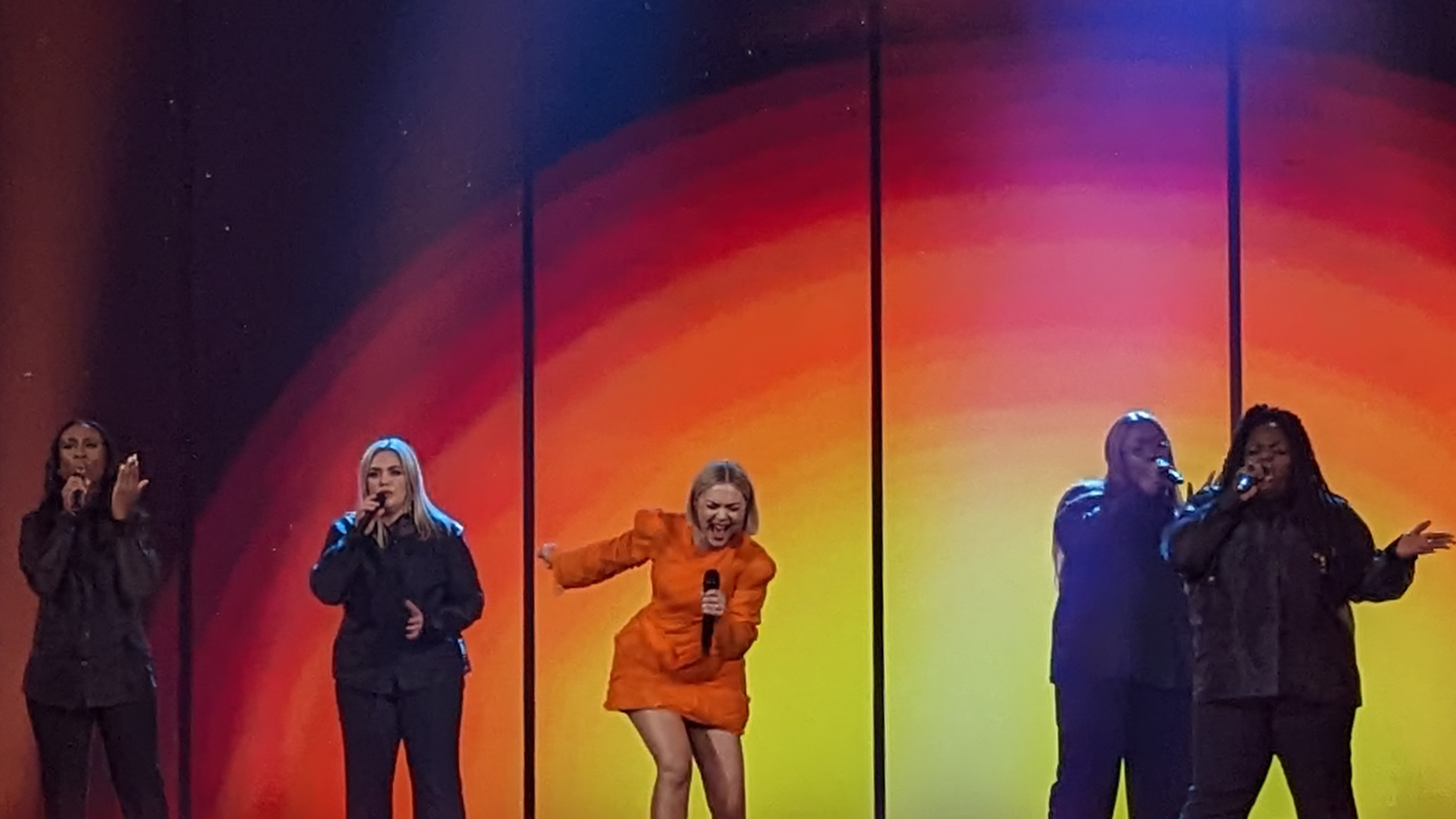
Monika Linkytė actuando en el espectáculo final del jurado del Festival de la Canción de Eurovisión 2023.

Lituania participó en el LXVII Festival de la Canción de Eurovisión, que se celebró en Liverpool, Reino Unido del 9 al 13 de mayo de 2023, tras la imposibilidad de Ucrania de acoger el concurso por la victoria de Kalush Orchestra con la canción «Stefania». La Lietuvos nacionalinis radijas ir televizija (LRT) (Radio y Televisión Nacional Lituana en español), radiodifusora encargada de la participación lituana en el festival, decidió mantener el formato de selección de los últimos años, organizando el Pabandom iš Naujo! para elegir a su representante en el concurso eurovisivo.
La preselección fue celebrada en 5 fines de semana, siendo la final celebrada el 18 de febrero de 2023, en la cual fue declarada ganadora la cantante Monika Linkytė con la balada «Stay» compuesta por ella misma junto a Krists Indrišonoks y Jānis Jačmenkins.

## Historia de Lituania en el Festival
Lituania es uno de los países de Europa del Este que se fueron uniendo al festival desde después de la disolución de la Unión Soviética, debutando en 1994. Desde entonces el país ha concursado en 22 ocasiones, siendo su mejor participación un 6° lugar obtenido en 2006 por LT United y la canción rock-alternativa «We are the winners». Así mismo, el país se ha colocado en dos ocasiones más dentro de los 10 mejores del concurso: en 2016 y en 2021. Desde la introducción de las semifinales, Lituania se ha ausentado de la gran final solamente en 7 ocasiones.
En 2022, la ganadora del Pabandom iš Naujo!, la cantante Monika Liu, terminó en 14.ª posición con 128 puntos en la gran final: 93 puntos del televoto (11.ª) y 35 del jurado profesional (18.ª), con el tema «Sentimentai».

## Representante para Eurovisión

### Pabandom iš Naujo! 2023
«Pabandom iš Naujo! 2023» fue la 4.ª edición de la final nacional lituana. Lituania confirmó su participación en el Festival de la Canción de Eurovisión 2023 el 29 de julio de 2022. Semanas más tarde, el 11 de octubre, la LRT confirmó la organización de «Pabandom iš Naujo!» como el método de selección de su representante. El periodo de recepción de candidaturas se abrió ese mismo día y se cerró el 12 de diciembre de 2022. El 20 de diciembre de 2022 se anunciaron a los 30 participantes y los títulos de las canciones, teniendo cada intérprete libertad para publicar su canción en la fecha que desee.
La competencia consistió en cinco galas: dos heats eliminatorios, dos semifinales y la final. Los heats eliminatorios consistieron en dos galas con 15 participantes cada una, donde fueron sometidos a una votación compuesta 50% por un panel de cinco jurados rotatorios y 50% la votación del público. Ambos grupos votaron con el mismo sistema de puntuación de Eurovisión: 12, 10 y 8-1 puntos a sus diez temas favoritos. En el caso del jurado, los empates se resolvían otorgando la misma puntuación a todas las canciones implicadas. Las 10 canciones con más puntos avanzaron a las semifinales, siendo cómo método de desempate en la última posición clasificatoria la puntuación del jurado.
Las semifinales consistieron en dos galas con 10 canciones cada una, donde los participantes fueron sometidos a un sistema de votación compuesta 50% por un panel de cinco jurados rotatorios y 50% la votación del público, similar a la de la ronda anterior. Las 5 canciones con más puntos avanzaron a la final, siendo cómo método de desempate en la última posición clasificatoria la puntuación del jurado.
De esta forma, la final totalizó 10 candidaturas, donde los participantes fueron sometidos a un sistema de votación compuesta 50% por un panel de nueve jurados y 50% la votación del público, similar a la de la ronda anterior. En caso de empate en el primer lugar, el método de desempate fue la puntuación del jurado. En esta gala, el mayor votado fue declarado ganador del festival y representante de Lituania en Eurovisión.

#### Candidaturas
| Artista(s)                        | Canción (Traducción)                               | Idioma          | Compositor(es)                                                               |
| --------------------------------- | -------------------------------------------------- | --------------- | ---------------------------------------------------------------------------- |
| Agnė                              | «New Start» (Nuevo comienzo)                       | Inglés          | Agnė Buškevičiūtė-Tumalavičienė, Vilius Tumalavičius                         |
| Aistė Pilvelytė                   | «We’re Not Running» (No estamos corriendo)         | Inglés          | Justine Eltakchi, Aidan O'Connor                                             |
| Alen Chicco                       | «Do You» (¿Tú si?)                                 | Inglés          | Tomas Alenčikas                                                              |
| Antikvariniai Kašpirovskio dantys | «Sėdi Ir Važiuoji» (Siéntate y conduce)            | Lituano         | Martynas Enčius, Karolis Steponavičius                                       |
| Baiba                             | «When The Lights Go Out» (Cuando las luces se van) | Inglés          | Baiba Skurstene, Andrius Kairys                                              |
| Beatrich                          | «Like a Movie» (Como una película)                 | Inglés          | Marc Dowding, Beatričė Pundžiūtė                                             |
| Donata                            | «Dreamer» (Soñadora)                               | Inglés          | Ylva Persson, Linda Persson, Janne Hyöty, Christopher Wortley                |
| Gabrielius Vagelis                | «Šauksmas» (Gritar)                                | Lituano         | Kim Wennerström, Gabrielius Vagelis                                          |
| Gebrasy                           | «Saw Your Ghost» (Vi tu fantasma)                  | Inglés          | Faustas Venckus, Audrius Petrauskas                                          |
| Il Senso                          | «Sparnai» (Alas)                                   | Lituano         | Merūnas Vitulskis                                                            |
| I. T.                             | «Žinau, Tai Tu» (Sé que eres tú)                   | Lituano         | Ingrida Toleikytė-Mikalauskienė                                              |
| Joseph June                       | «Vacuum» (Vacío)                                   | Inglés          | Vytautas Gumbelevičius                                                       |
| Justa Rubežiūtė                   | «When I'll Find» (Cuando yo encontraré)            | Inglés          | Algirdas Veževičius, Justinas Stanislovaitis                                 |
| Justė Kraujelytė                  | «Need More Fun» (Necesita más diversión)           | Inglés          | Justė Kraujelytė, Edgaras Žaltauskas, Kasparas Meginis                       |
| Justin 3 junto a Dj AugustYno     | «Not Giving Up» (Sin rendirse)                     | Inglés          | Algirdas Veževičius, Justinas Stanislovaitis                                 |
| Lina Štalytė                      | «My Body» (Mi cuerpo)                              |                 | Lina Štalytė                                                                 |
| Luknė                             | «Paradise» (Paraíso)                               | Inglés          | Rob Price                                                                    |
| Mario Junes                       | «Do What You Do» (Hacer lo que haces)              | Inglés          | Marijus Kijauskas, Faustas Venckus                                           |
| Matt Len                          | «Midnight Train» (Tren de medianoche)              | Inglés          | Matas Lenktis                                                                |
| Melona                            | «Song Of Whispers» (Canción de silbidos)           | Inglés          | Algirdas Veževičius, Illona Podrabinkína, Justinas Stanislovaitis            |
| Monika Linkytė                    | «Stay» (Quédate)                                   | Inglés, Lituano | Monika Linkytė, Krists Indrišonoks, Jānis Jačmenkins                         |
| MoonBee                           | «Rumor» (Rumor)                                    | Inglés          | Austėja Pukelytė, Gytis Valickas                                             |
| Multiks                           | «London» (Londres)                                 | Inglés          | Paulius Burba                                                                |
| Noy                               | «Destiny's Child» (Destiny's Child)                | Inglés          | Nojus Žebrauskas, Viktorija Raibužytė, Rita Dmitrijenko, Dominykas Zalieckas |
| Paulina Paukštaitytė              | «Let Me Think About Me» (Déjame pensar en mí)      | Inglés          | Paulina Paukštaitytė, Krists Indrišonoks, Jānis Jačmenkins                   |
| Petunija                          | «Love Of My Life» (Amor de mi vida)                | Inglés          | Agnė Šiaulytė, Diana Anisko, Morta Grigaliūnaitė, Egidija Mačiulytė          |
| Rūta Mur                          | «So Low» (Tan bajo)                                | Inglés          | Rūta Murinaitė                                                               |
| The Pixls                         | «Šaukt» (Grítalo)                                  | Lituano         | Mantvydas Sabaitis, Kęstutis Vaitkevičius, The Pixls                         |
| Viktorija Faith                   | «If You Ever Miss Me» (Si alguna vez me extrañas)  | Inglés          | Viktorija Faith                                                              |
| Voldemars Petersons               | «Things» (Cosas)                                   | Inglés          | Voldemars Petersons                                                          |
| W.I                               | «You Can Not» (No puedes)                          | Inglés          | Viktoras Olechnovičius, Ieva Lapinskaitė                                     |

     Candidatura retirada

#### Rondas eliminatorias

##### Ronda eliminatoria 1
La eliminatoria 1 se emitió el 21 de enero de 2023, presentada por Augustė Nombeko y Giedrius Masalskis desde los estudios de la LRT en la capital Vilna. El orden de actuación y los participantes de este heat se revelaron el 18 de enero de 2023. 15 canciones compitieron por 10 pases a la semifinal en una ronda de votación determinada en una combinación de un 50% para un jurado profesional y 50% para el televoto. El panel de jurado fue compuesto por Ramūnas Zilnys (crítico de música), Ieva Narkutė (cantante), Jievaras Jasinskis (compositor y músico), Leonas Somovas (productor y compositor) y Giedrė Kilčiauskienė (cantante).
| N.º | Artista                     | Canción                  | Jurado | Televoto | Televoto | Lugar | Puntos |
| N.º | Artista                     | Canción                  | Puntos | Votos    | Puntos   | Lugar | Puntos |
| --- | --------------------------- | ------------------------ | ------ | -------- | -------- | ----- | ------ |
| 1   | Aistė Pilvelytė             | «We’re Not Running»      | 2      | 207      | 0        | 11    | 2      |
| 2   | Joseph June                 | «Vacuum»                 | 2      | 414      | 4        | 8     | 6      |
| 3   | Il Senso                    | «Sparnai»                | 2      | 466      | 6        | 7     | 8      |
| 4   | W.I                         | «You Can Not»            | 0      | 162      | 0        | 15    | 0      |
| 5   | Multiks                     | «London»                 | 0      | 279      | 1        | 13    | 1      |
| 6   | Luknė                       | «Paradise»               | 3      | 201      | 0        | 10    | 3      |
| 7   | Gabrielius Vagelis          | «Šauksmas»               | 6      | 865      | 10       | 2     | 16     |
| 8   | Alen Chicco                 | «Do You»                 | 8      | 467      | 7        | 3     | 15     |
| 9   | Rūta Mur                    | «So Low»                 | 12     | 973      | 12       | 1     | 24     |
| 10  | Justin 3 feat. Dj AugustYno | «Not Giving Up»          | 0      | 164      | 0        | 14    | 0      |
| 11  | Baiba                       | «When The Lights Go Out» | 5      | 227      | 0        | 9     | 5      |
| 12  | Justa Rubežiūtė             | «When I'll Find»         | 0      | 313      | 2        | 12    | 2      |
| 13  | Noy                         | «Destiny's Child»        | 4      | 559      | 8        | 6     | 12     |
| 14  | Paulina Paukštaitytė        | «Let Me Think About Me»  | 7      | 431      | 5        | 5     | 12     |
| 15  | Justė Kraujelytė            | «Need More Fun»          | 10     | 367      | 3        | 4     | 13     |

##### Ronda eliminatoria 2
La eliminatoria 2 se emitió el 28 de enero de 2023, siendo grabada el 23 de enero; presentada por Augustė Nombeko y Giedrius Masalskis desde los estudios de la LRT en la capital Vilna. El orden de actuación y los participantes de este heat se revelaron el 18 de enero de 2023. 15 canciones compitieron por 10 pases a la semifinal en una ronda de votación determinada en una combinación de un 50% para un jurado profesional y 50% para el televoto. El panel de jurado fue compuesto por Ramūnas Zilnys (crítico de música), Ieva Narkutė (cantante), Vytautas Bikus (compositor), Stanislavas Stavickis-Stano (cantante y letrista) y Giedrė Kilčiauskienė (cantante).
| N.º | Artista                           | Canción               | Jurado | Televoto | Televoto | Lugar | Puntos |
| N.º | Artista                           | Canción               | Puntos | Votos    | Puntos   | Lugar | Puntos |
| --- | --------------------------------- | --------------------- | ------ | -------- | -------- | ----- | ------ |
| 1   | Antikvariniai Kašpirovskio dantys | «Sėdi Ir Važiuoji»    | 2      | 527      | 3        | 10    | 5      |
| 2   | I.T.                              | «Žinau, Tai Tu»       | 0      | 651      | 4        | 11    | 4      |
| 3   | Donata                            | «Dreamer»             | 4      | 466      | 1        | 9     | 5      |
| 4   | Matt Len                          | «Midnight Train»      | 5      | 780      | 7        | 4     | 12     |
| 5   | Melona                            | «Song Of Whispers»    | 0      | 306      | 0        | 13    | 0      |
| 6   | Monika Linkytė                    | «Stay»                | 10     | 851      | 8        | 2     | 18     |
| 7   | The Pixls                         | «Šaukt»               | 0      | 147      | 0        | 15    | 0      |
| 8   | Viktorija Faith                   | «If You Ever Miss Me» | 1      | 133      | 0        | 12    | 1      |
| 9   | Agnė                              | «New Start»           | 0      | 918      | 10       | 6     | 10     |
| 10  | Gebrasy                           | «Saw Your Ghost»      | 6      | 349      | 0        | 8     | 6      |
| 11  | MoonBee                           | «Rumor»               | 3      | 698      | 5        | 7     | 8      |
| 12  | Voldemars Petersons               | «Things»              | 0      | 210      | 0        | 14    | 0      |
| 13  | Petunija                          | «Love Of My Life»     | 8      | 467      | 2        | 5     | 10     |
| 14  | Beatrich                          | «Like a Movie»        | 12     | 955      | 12       | 1     | 24     |
| 15  | Mario Junes                       | «Do What You Do»      | 7      | 744      | 6        | 3     | 13     |

#### Semifinales

##### Semifinal 1
La primera semifinal fue emitida el 4 de febrero de 2023, siendo grabada el 31 de enero; presentada por Augustė Nombeko y Giedrius Masalskis desde los estudios de la LRT en la capital Vilna. El orden de actuación y los participantes de este heat se revelaron el 31 de enero de 2023. 10 canciones compitieron por 5 pases a la final en una ronda de votación determinada en una combinación de un 50% para un jurado profesional y 50% para el televoto. El panel de jurado fue compuesto por Ramūnas Zilnys (crítico de música), Ieva Narkutė (cantante), Vytautas Bikus (compositor), Leonas Somovas (productor y compositor) y Stanislavas Stavickis-Stano (cantante y letrista).
| N.º | Artista            | Canción                  | Jurado | Televoto | Televoto | Lugar | Puntos |
| N.º | Artista            | Canción                  | Puntos | Votos    | Puntos   | Lugar | Puntos |
| --- | ------------------ | ------------------------ | ------ | -------- | -------- | ----- | ------ |
| 1   | Il Senso           | «Sparnai»                | 5      | 1,876    | 12       | 3     | 17     |
| 2   | Alen Chicco        | «Do You»                 | 6      | 364      | 2        | 6     | 8      |
| 3   | Baiba              | «When The Lights Go Out» | 4      | 211      | 1        | 10    | 5      |
| 4   | Joseph June        | «Vacuum»                 | 4      | 420      | 4        | 7     | 8      |
| 5   | Noy                | «Destiny's Child»        | 1      | 584      | 6        | 9     | 7      |
| 6   | Petunija           | «Love Of My Life»        | 12     | 936      | 7        | 2     | 19     |
| 7   | Justė Kraujelytė   | «Need More Fun»          | 8      | 396      | 3        | 5     | 11     |
| 8   | Gabrielius Vagelis | «Šauksmas»               | 7      | 1,342    | 8        | 4     | 15     |
| 9   | Rūta Mur           | «So Low»                 | 10     | 1,440    | 10       | 1     | 20     |
| 10  | Donata             | «Dreamer»                | 2      | 461      | 5        | 8     | 7      |

##### Semifinal 2
La segunda semifinal fue emitida el 11 de febrero de 2023, presentada por Augustė Nombeko y Giedrius Masalskis desde los estudios de la LRT en la capital Vilna. Los participantes de este heat se revelaron el 31 de enero, siendo anunciado el orden de actuación el 8 de febrero. 10 canciones compitieron por 5 pases a la final en una ronda de votación determinada en una combinación de un 50% para un jurado profesional y 50% para el televoto. El panel de jurado fue compuesto por Ramūnas Zilnys (crítico de música), Ieva Narkutė (cantante), Vaidotas Valiukevičius (vocalista de The Roop), Monika Liu (cantante) y Duncan Laurence (cantante y compositor neerlandés).
| N.º | Artista                           | Canción                 | Jurado | Televoto | Televoto | Lugar | Puntos |
| N.º | Artista                           | Canción                 | Puntos | Votos    | Puntos   | Lugar | Puntos |
| --- | --------------------------------- | ----------------------- | ------ | -------- | -------- | ----- | ------ |
| 1   | Paulina Paukštaitytė              | «Let Me Think About Me» | 8      | 1,383    | 10       | 2     | 18     |
| 2   | Agnė                              | «New Start»             | 3      | 765      | 3        | 9     | 6      |
| 3   | Matt Len                          | «Midnight Train»        | 4      | 772      | 4        | 7     | 8      |
| 4   | Luknė                             | «Paradise»              | 2      | 109      | 1        | 10    | 3      |
| 5   | Monika Linkytė                    | «Stay»                  | 10     | 1,328    | 7        | 3     | 17     |
| 6   | Gebrasy                           | «Saw Your Ghost»        | 6      | 380      | 2        | 6     | 8      |
| 7   | MoonBee                           | «Rumor»                 | 5      | 2,457    | 12       | 4     | 17     |
| 8   | Beatrich                          | «Like a Movie»          | 12     | 1,342    | 8        | 1     | 20     |
| 9   | Mario Junes                       | «Do What You Do»        | 7      | 852      | 5        | 5     | 12     |
| 10  | Antikvariniai Kašpirovskio dantys | «Sėdi Ir Važiuoji»      | 1      | 964      | 6        | 8     | 7      |

#### Final
La final será emitida el 18 de febrero de 2023, presentada por Augustė Nombeko y Giedrius Masalskis desde los estudios de la LRT en la capital Vilna. Participaron los 5 temas ganadores de cada final, totalizando 10 finalistas. El orden de actuación fue publicado el 15 de febrero de 2023. El ganador se decidirá en una ronda de votación determinada en una combinación de un 50% para un jurado profesional y 50% para el televoto. El panel de jurado estará compuesto por Ramūnas Zilnys (crítico de música), Monika Liu (cantante), Raminta Naujalytė-Bjelle (cantante), Ieva Narkutė (cantante), Vytautas Bikus (compositor), Jievaras Jasinskis (compositor), Vaidotas Valiukevičius (vocalista de The Roop), Stanislavas Stavickis-Stano (cantante y letrista) y Gerūta Griniūtė (personalidad de radio). Tras las votaciones, las cantantes Rūta Mur y Monika Linkytė empataron en el primer lugar con 22 puntos, siendo declarada ganadora Linkytė tras haber obtenido la máxima puntuación del jurado, con la balada «Stay». 
| N.º | Artista              | Canción                 | Jurado | Televoto | Televoto | Lugar | Total |
| N.º | Artista              | Canción                 | Puntos | Votos    | Puntos   | Lugar | Total |
| --- | -------------------- | ----------------------- | ------ | -------- | -------- | ----- | ----- |
| 1   | Mario Junes          | «Do What You Do»        | 3      | 1,102    | 2        | 9     | 5     |
| 2   | MoonBee              | «Rumor»                 | 1      | 3,780    | 7        | 7     | 8     |
| 3   | Justė Kraujelytė     | «Need More Fun»         | 5      | 606      | 1        | 8     | 6     |
| 4   | Paulina Paukštaitytė | «Let Me Think About Me» | 6      | 2,910    | 5        | 5     | 11    |
| 5   | Beatrich             | «Like a Movie»          | 8      | 9,392    | 8        | 3     | 16    |
| 6   | Rūta Mur             | «So Low»                | 10     | 12,822   | 12       | 2     | 22    |
| 7   | Il Senso             | «Sparnai»               | 2      | 2,090    | 3        | 10    | 5     |
| 8   | Petunija             | «Love Of My Life»       | 7      | 2,501    | 4        | 4     | 11    |
| 9   | Gabrielius Vagelis   | «Šauksmas»              | 4      | 3,085    | 6        | 6     | 10    |
| 10  | Monika Linkytė       | «Stay»                  | 12     | 12,675   | 10       | 1     | 22    |

## En Eurovisión
De acuerdo a las reglas del festival, todos los concursantes deben iniciar desde las semifinales, a excepción del anfitrión (en este caso, Reino Unido), el ganador del año anterior, Ucrania y el Big Five compuesto por Alemania, España, Francia, Italia y el propio Reino Unido. En el sorteo realizado el 31 de enero de 2023, Lituania fue sorteada en la segunda semifinal del festival. En este mismo sorteo, se determinó que participaría en la segunda mitad de la semifinal (posiciones 9-16). Semanas después, ya conocidos los artistas y sus respectivas canciones participantes, la producción del programa dio a conocer el orden de actuación, determinando que el país participaría en la decimoquinta posición, después de Albania y precediendo a Australia.